# U/21 Europamesterskabet i fodbold (mænd)
Europamesterskaberne for U/21-landshold er et fodboldmesterskab, der afvikles blandt europæiske landshold, hvor spillerne maksimalt må være 21 år. Dog må spillere, der har eller kunne have deltaget i kvalifikationen til slutrunden også deltage i slutrunden, så da kvalifikationen løber over to år, må der deltage spillere på op til 23 år. Slutrunden har siden 2007 været afviklet i ulige år.

## Afholdte og fremtidige mesterskaber
BEMÆRK! I årene 1972, 1974 og 1976 blev dette mesterskab afholdt som U/23 derefter er det blevet afholdt som U/21.
| EM           | Værtsland(e)       | Guld            | Sølv          |
| U/23 EM 1972 | Ingen vært         | Tjekkoslovakiet | Sovjetunionen |
| U/23 EM 1974 | Ingen vært         | Ungarn          | DDR           |
| U/23 EM 1976 | Ingen vært         | Sovjetunionen   | Ungarn        |
| U/21 EM 1978 | Ingen vært         | Jugoslavien     | DDR           |
| U/21 EM 1980 | Ikke oplyst        | Sovjetunionen   | DDR           |
| U/21 EM 1982 | Ingen vært         | England         | Vesttyskland  |
| U/21 EM 1984 | Ingen vært         | England         | Spanien       |
| U/21 EM 1986 | Ingen vært         | Spanien         | Italien       |
| U/21 EM 1988 | Ingen vært         | Frankrig        | Grækenland    |
| U/21 EM 1990 | Ingen vært         | Sovjetunionen   | Jugoslavien   |
| U/21 EM 1992 | Ingen vært         | Italien         | Sverige       |
| U/21 EM 1994 | Frankrig           | Italien         | Portugal      |
| U/21 EM 1996 | Spanien            | Italien         | Spanien       |
| U/21 EM 1998 | Rumænien           | Spanien         | Grækenland    |
| U/21 EM 2000 | Slovakiet          | Italien         | Tjekkiet      |
| U/21 EM 2002 | Schweiz            | Tjekkiet        | Frankrig      |
| U/21 EM 2004 | Tyskland           | Italien         | Serbien       |
| U/21 EM 2006 | Portugal           | Holland         | Ukraine       |
| U/21 EM 2007 | Holland            | Holland         | Serbien       |
| U/21 EM 2009 | Sverige            | Tyskland        | England       |
| U/21 EM 2011 | Danmark            | Spanien         | Schweiz       |
| U/21 EM 2013 | Israel             | Spanien         | Italien       |
| U/21 EM 2015 | Tjekkiet           | Sverige         | Portugal      |
| U/21 EM 2017 | Polen              | Tyskland        | Spanien       |
| U/21 EM 2019 | Italien/San Marino | Spanien         | Tyskland      |
| U/21 EM 2021 | Ungarn/Slovenien   | Tyskland        | Portugal      |
| U/21 EM 2023 | Rumænien/Georgien  | England         | Spanien       |
| U/21 EM 2025 | Slovakiet          |                 |               |